# Замалетдинов, Радиф Рифкатович
Радиф Рифкатович Замалетдинов (тат. Рәдиф Рифкать улы Җамалетдинов; род. 27 октября 1969, Малая Цильна, Дрожжановский район, Татарская АССР, РСФСР, СССР) — Доктор филологических наук (2005), профессор (2007). Директор Института филологии и межкультурной коммуникации КФУ, член-корреспондент Российской академии образования, член-корреспондент Академии наук Республики Татарстан (2023г.), руководитель Центра родных языков и культур народов РФ РАО, Директор Института филологии и межкультурной коммуникации КФУ, заведующий кафедрой общего языкознания и тюркологии КФУ.

## Научная деятельность
Имеет более 300 научных трудов, по актуальным проблемам общего и сопоставительного языкознания, лингводидактики, татарской лингвокультурологии, качества образования.
Р.Р. Замалетдинов является основателем нового направления исследований в области татарской лингвокультурологии, создателем успешно развивающейся научной школы «Формирование лингвокультурологической компетенции в образовательном процессе». Под руководством ученого защищены 9 кандидатских и 3 докторские диссертации.

## Награды
- медаль «В память 1000-летия Казани» (2005 г.);
- нагрудный знак «Почетный работник высшего профессионального образования Российской Федерации» (2006 г.);
- нагрудный знак «За заслуги в образовании» (2007 г.);
- медаль К.Д. Ушинского (2011 г.);
- почетное звание «Заслуженный работник высшей школы Республики Татарстан» (2014 г.);
- медаль Кирилла и Мефодия Российской академии образования (2019 г.);
- почетное звание «Заслуженный работник высшей школы Российской Федерации» (2020 г.);
- медаль "За доблестный труд" (2024 г.).